# 蒙泰皮盧瓦戰役
蒙泰皮盧瓦戰役（法語：Bataille de Montépilloy，1429年8月15日）是英法百年戰爭中的一場戰役，由貝德福德公爵率領的英軍對抗法王查理七世的軍隊， 聖女貞德和他的追隨者們也都參加了戰鬥。

## 背景
貝德福德公爵蘭開斯特的約翰在他的侄子亨利六世被宣佈為 「法蘭西和英格蘭之王」 時擔任攝政。7月17日剛剛在蘭斯完成加冕典禮的法王查理七世等於公開否定亨利六世擔任法蘭西國王的合法性。
1429年8月4日， 貝德福德公爵帶著一萬人的軍隊離開巴黎，前往挑戰查理七世。
8月14日，法軍抵達巴黎附近，離開达马尔坦昂戈埃勒的陣地，前往靠近巴龍的蒙泰皮卢瓦，與從桑利斯前來的英格蘭—勃艮第聯軍交戰。
在埃默农维尔短暫停留後，查理斯七世將他的軍隊部署在蒙泰皮盧瓦和蒙莱韦克之間。

## 陣容

### 英格蘭─勃艮第聯軍
英格蘭─勃艮第聯軍佈陣於森林邊緣，勝利修道院前方。部隊的後方受到諾內特河與沼澤的保護，前方的平原以貨車和木樁堆成掩體。
英軍按照傳統, 在木樁和貨車後面配置弓箭手,  並在此度過一夜。

### 法軍
在英軍對面，法軍將部隊分為四支軍團：
- 第一軍團由阿朗松公爵和旺多姆伯爵指揮。
- 第二軍團由巴爾公爵安茹的勒內率領的洛林人組成。
- 第三軍團由元帥吉爾·德·雷與讓·德·布羅斯領導，位於側翼。

- 第四軍團以聖女貞德為核心，與奧爾良的私生子迪努瓦、阿爾貝、拉海爾等人組成的先鋒隊。

## 過程
觀察過敵人的陣地後，查理七世決定不犯下過去克雷西、普瓦捷、阿金庫爾與鯡魚之戰的錯誤，他下令不要從正面攻擊英軍。相反的，他讓軍隊向英軍挑釁、威脅與辱罵，引誘英軍離開掩體。
最終，8月15日就在兩軍的僵持下度過炎熱的一天，英軍不出動、法軍也不衝鋒。嚴格來說，「蒙泰皮盧瓦戰役」沒有發生。
實際上，還是有一些小規模的衝突發生，只是在雙方的謹慎之下沒有正面發生衝突，一些法軍將領建議將戰略方向定在以圍城戰為核心，而不要冒著大量損失的風險進行正面衝突。

## 戰後
當日稍晚，查理七世領軍離開戰場，前往克雷皮。而貝德福德公爵則撤回桑利斯。
隨後，法軍朝向巴黎進軍。

## 參看
- 百年战争
- 進軍蘭斯
- 巴黎围城战 (1429年)